# Ewa Maria Hesse
Ewa Maria Hesse (ur. 5 maja 1945 w Sosnowcu) – polska aktorka filmowa i teatralna.

## Życiorys
Absolwentka Wydziału Aktorskiego Państwowej Wyższej Szkoły Filmowej, Telewizyjnej i Teatralnej w Łodzi (1969). W kolejnych latach była członkinią zespołów: Teatru Ziemi Krakowskiej im. Ludwika Solskiego w Tarnowie (1969), Bałtyckiego Teatru Dramatycznego im. Juliusza Słowackiego w Koszalinie (1967-1971) oraz łódzkich Teatru Powszechnego (1972-1973) i Teatru Ziemi Łódzkiej (1973-1974). Wystąpiła również w czterech spektaklach Teatru Telewizji (1967-1975).

## Filmografia
- Przystań (1970) - Zosia, żona Jasia
- Kocie ślady (1971) - recepcjonistka w hotelu
- Uszczelka (1974) - Magda, żona Borelaka
- Czerwone i białe (1975) - Irena
- Smak czekolady (1982)
- Dom świętego Kazimierza (1983) - siostra w zakładzie
- Romans z intruzem (1984) - dziewczyna
- Tulipan (1986) - Maria, urzędniczka w Rabce (odc. 3)
- Prywatne śledztwo (1986) - sekretarka Marka
- Pan Samochodzik i niesamowity dwór (1986)